# Серпник Зендтнера
Серпник Зендтнера (Drepanocladus sendtneri) — вид мохів порядку гіпнобрієвих (Hypnales).

## Поширення
Ареал охоплює такі частини світу: Європа, Північна Америка, Південна Америка, Азія, Австралія.